# 白梨 (植物)
白梨（学名：Pyrus × bretschneideri）是蔷薇科梨属的一种植物。白梨的栽培十分广泛，著名栽培种包括：河北的鸭梨（也叫鸭嘴梨）、蜜梨、雪花梨、象牙梨、秋白梨等，山东的茌梨、窝梨、鹅梨、坠子梨、长把梨等，山西的黄梨、油梨、夏梨、红梨等。白梨的特点是鲜食性能好，直接从树上摘下来，擦擦灰土就可以吃，不需要后熟。外观典型为亮黄色搭配小褐点。果肉清脆，含水量可高达总重量的90%。
基因分析显示白梨是沙梨（Pyrus pyrifolia）与秋子梨（Pyrus ussuriensis）的杂交种。

## 諧音
由於在普通話中「鴨梨」與「壓力」諧音，在中国大陆常有人戲稱自己「鴨梨山大」（取「亞歷山大」的諧音），亦有「鴨梨變凍梨」（壓力變動力）等說法。